# Canton de Capesterre-de-Marie-Galante
Le canton de Capesterre-de-Marie-Galante est une ancienne division administrative française, située dans le département de la Guadeloupe et la région Guadeloupe.

## Composition
Le canton de Capesterre-de-Marie-Galante comprenait une commune : 
- Capesterre-de-Marie-Galante : 3 563 habitants

## Représentation
| Période                                                 | Période | Identité                     | Étiquette      | Qualité |
| ------------------------------------------------------- | ------- | ---------------------------- | -------------- | --- |
| 1951                                                    | 1970    | Ludovic Bade                 | RPF RS UNR UDR | Maire de Capesterre-de-Marie-Galante (1935-1971)                                                                                                |
| 1970                                                    | 1988    | André Pasbeau                | DVG PS         | Directeur d'école Maire de Capesterre-de-Marie-Galante (1971-1989)                                                                              |
| 1988                                                    | 2001    | Benoît Camboulin             | DVD            | Instituteur Maire de Capesterre-de-Marie-Galante (1989-2001) Conseiller régional                                                                |
| 18 mars 2001                                            | 2015    | Marlène Miraculeux-Bourgeois | GUSR           | Pharmacienne Maire de Capesterre-de-Marie-Galante depuis 2001 Vice-présidente du conseil général Suppléante du député Daniel Marsin (1997-2002) |
| Les données antérieures ne sont pas encore mentionnées. |         |                              |                | |